# Ivan Novačić
Ivan Novačić (Zara, 3 settembre 1985) è un cestista croato.

## Palmarès
- Campionato croato: 1

Cibona Zagabria: 2018-19